# Kettenis

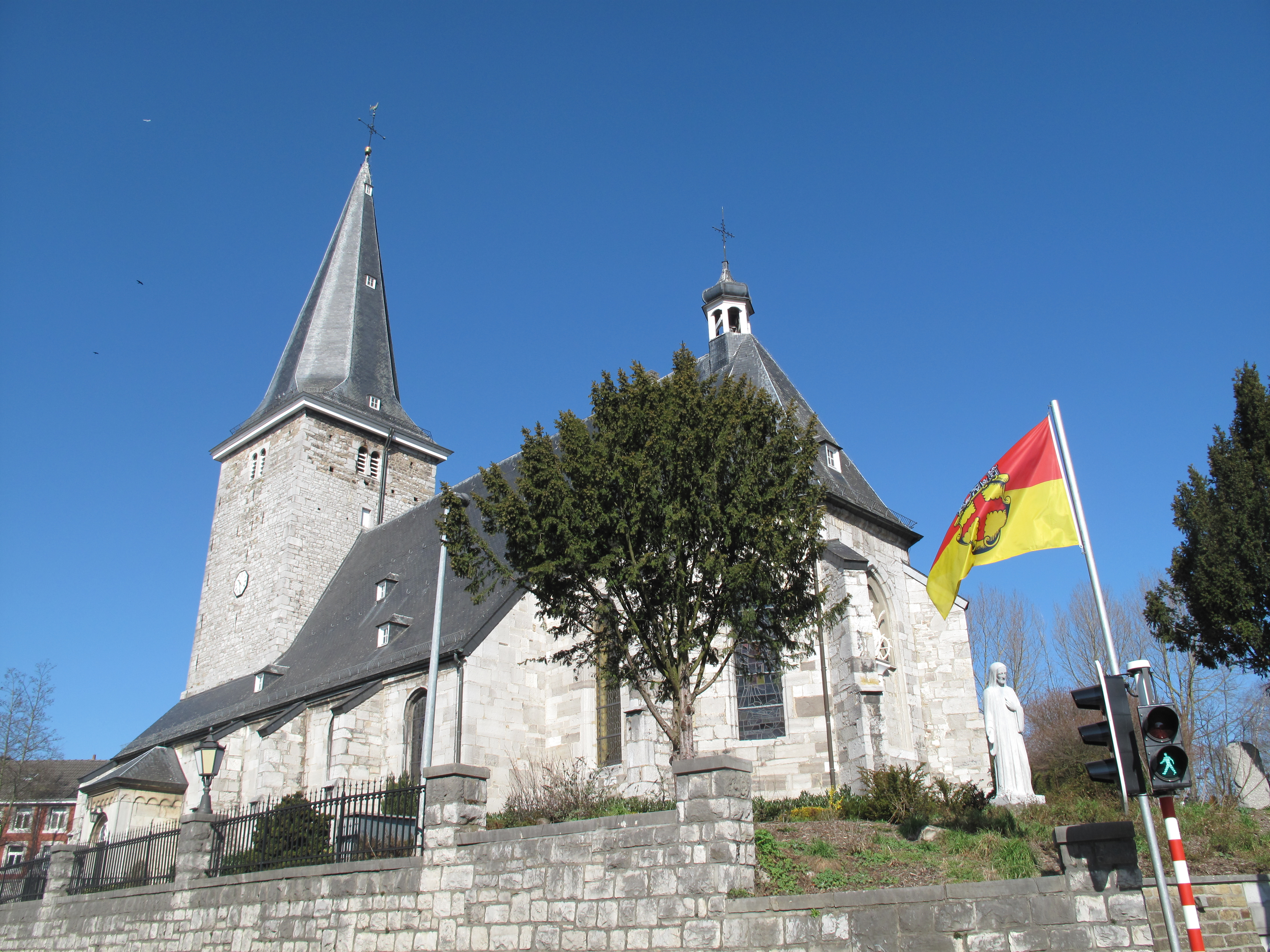
St. Katharina, Kettenis

Kettenis ist eine Ortschaft der Stadt Eupen in der Deutschsprachigen Gemeinschaft Belgiens. In dem heutigen Eupener Ortsteil leben rund 4000 Einwohner. Über eine eigene Dorfzeitung werden diese regelmäßig über die aktuellen Belange des Ortes informiert.

## Geografie
Der Ortskern von Kettenis liegt zwischen Eupen und Aachen, in rund 14 Kilometern Entfernung jenseits der belgisch-deutschen Grenze. Der Ort besteht zusätzlich aus den Weilern Gemehret, Libermé, Nispert und Oberste Heide.

## Geschichte
In preußischer Zeit umfasste Kettenis die Landgemeinde Kettenis und wurde von einer Bürgermeisterei verwaltet. Am 10. Januar 1920 wurde Kettenis mit den Bürgermeistereien von Eynatten, Hauset und Walhorn nach Belgien abgetreten, gemeinsam traten sie aber 1940 wieder in das Deutsche Reich ein und wurden wenige Monate später zum Amt Kettenis mit einem Amtsbürgermeister an ihrer Spitze zusammengelegt. Kettenis ist seit der Gemeindefusion von 1977 ein Ortsteil von Eupen.
In Kettenis befindet sich das Schloss Libermé, das zeitweise Sitz der Familie Hoesch/Heusch oder Husche de Liberme war. Mitglieder der Familie waren seit dem 15. Jahrhundert Schöffen der „Bank Walhorn“, womit ein Verwaltungs- und Gerichtsbezirk im Herzogtum Limburg bezeichnet wird. Ihre Nachfahren betätigten sich zwischen dem 17. und 19. Jahrhundert in der Erzförderung und Eisengewinnung im Kalltal bei Vossenack, später zählten Mitglieder der Familie zu erfolgreichsten Stahlindustriellen des Ruhrgebiets.
Das Schloss Thal wurde um 1775 als Landsitz des Tuchkaufmanns Grand Ry aus Eupen erbaut. Nach zahlreichen Eigentümerwechseln ist das Gebäude im Jahr 1986 umfassend renoviert worden. Hierbei wurde Wert darauf gelegt, dass die historische Substanz erhalten blieb.

## Sprache
Neben dem in der Schule unterrichteten und in der Gemeinde gebräuchlichen Standarddeutsch spricht die Bevölkerung das regionale Platdiets, ein Limburgischer Dialekt.
Wie alle deutschsprachigen Orte in Belgien ist Eupen eine Fazilitäten-Gemeinde mit Spracherleichterungen für die französischsprachige Minderheit. Das bedeutet, dass die Gemeinde viele Dienste und Formulare auch auf Französisch anbieten muss.

## Sehenswürdigkeiten und Herrensitze
- Pfarrkirche St. Katharina aus dem 15./16. Jahrhundert mit einem Hochaltar des Aachener Barockbaumeisters Johann Joseph Couven und einem Altarbild des kurpfälzischen Hofmalers Francesco Bernardini (1697–1762)[4]
- Philippenhaus, ursprünglich Hof Merols, auch bekannt als Hagenhaus
- Schloss Libermé, älteste bekannte Erwähnung im Jahr 1334
- Schloss Thal, wurde zwischen 1754 und 1757 als Landsitz für den Tuchhändler Renier-François de Grand Ry erbaut.
- Schloss Weims, entstanden im 14. Jahrhundert, Erstnennung im Jahr 1334
- Waldenburghaus, ehemals Schloss Merols genannt, enthielt früher Stuckarbeiten von Petrus Nicolaas Gagini, die nach dem Brand in den 1970er Jahren verkauft wurden. Diese Stuckarbeiten befinden sich derzeit wieder in einem Depot der Deutschsprachigen Gemeinschaft.
- Wegekreuze und Bildstöcke

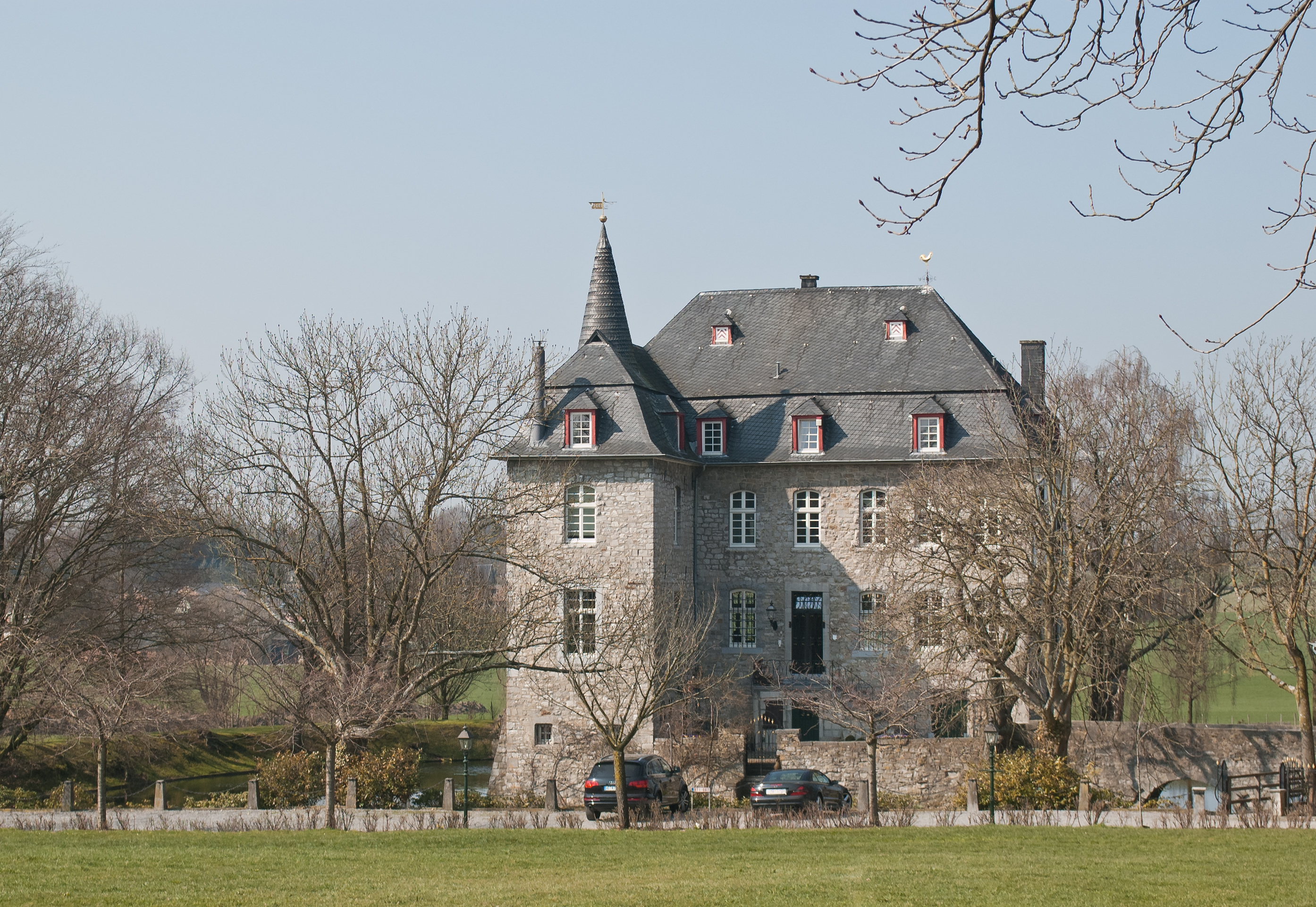
Das Herrenhaus von Schloss Libermé
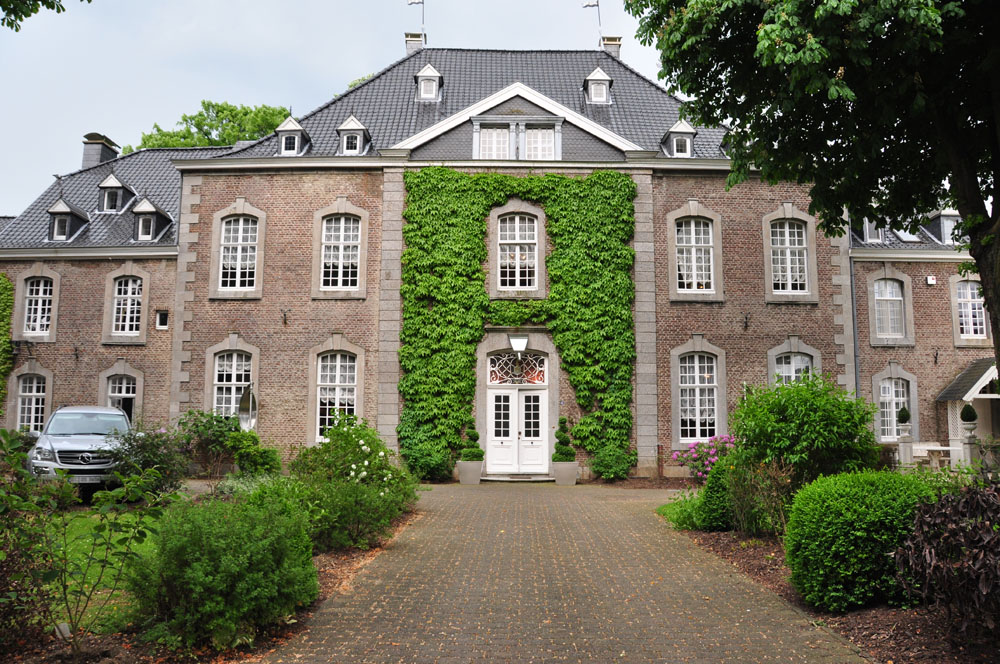
Schloss Thal
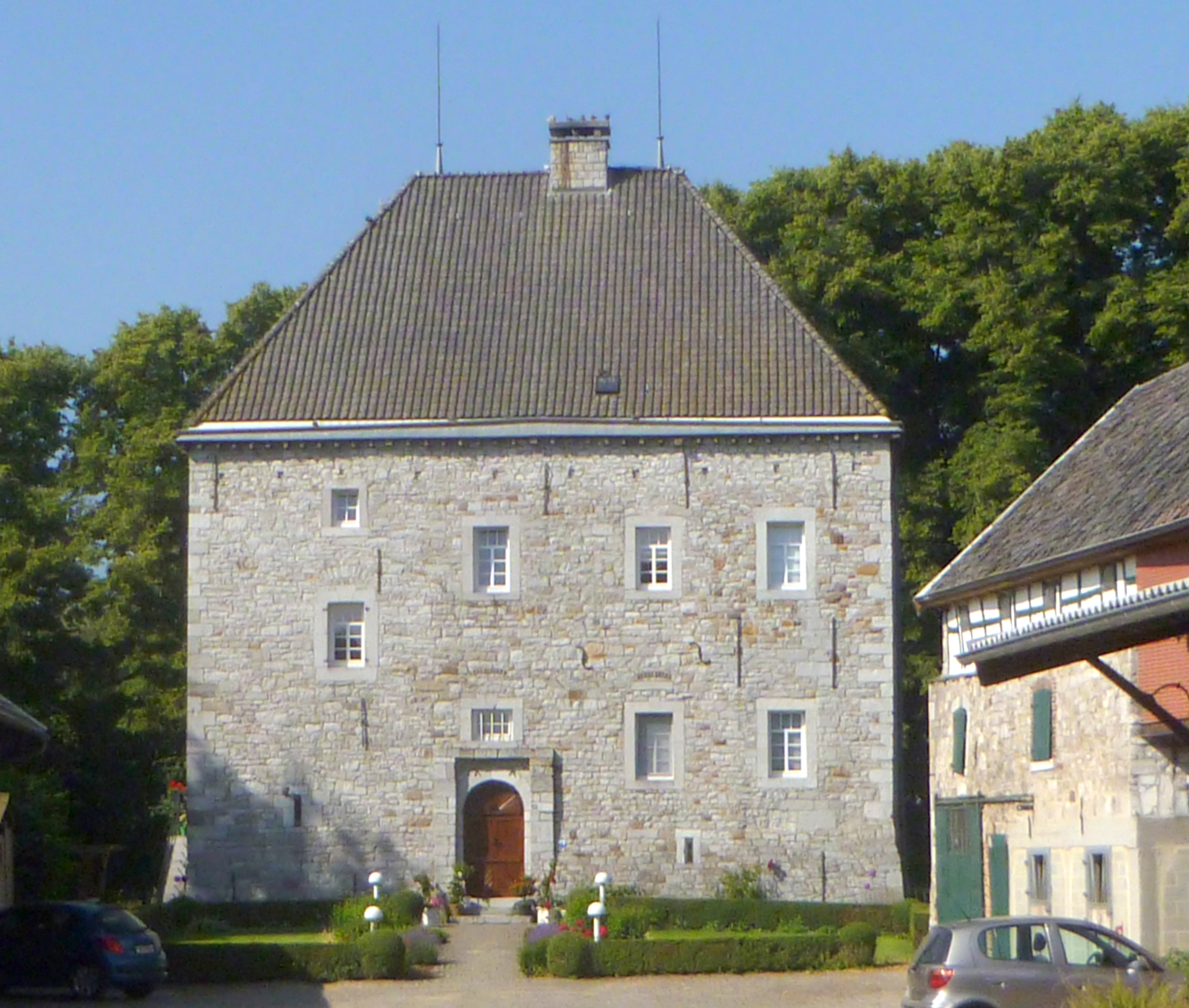
Das Herrenhaus von Schloss Weims
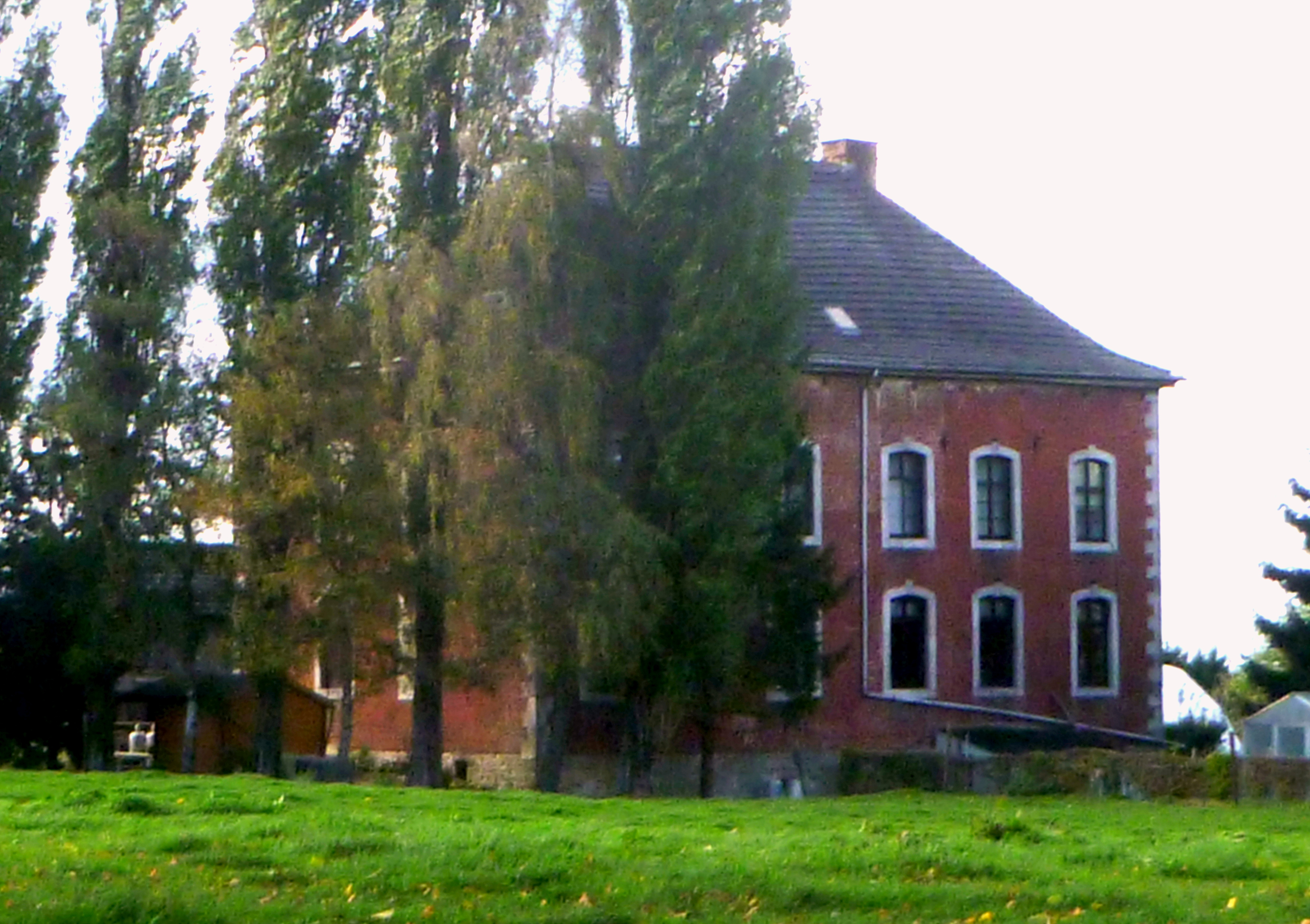
Philippenhaus

## Verkehr
Die TEC-Buslinien 14, 396 und 722 verbinden den Ort mit Eupen, Raeren, Aachen (D) und Vaals (NL).
| Linie | Betreiber   | Verlauf |
| ----- | ----------- | --- |
| 14    | ASEAG / TEC | Aachen Bushof – Elisenbrunnen – Misereor – Aachen Hbf – Burtscheid Hauptstr. – Diepenbenden – Linzenshäuschen – Köpfchen Grenze(D) – (Hauset (B) –) Eynatten (B) – (Raeren –) Kettenis – Eupen (AVV-Tarif gilt nur im deutschen Streckenabschnitt) |
| 396   | TEC         | Vaals Busstation (NL) – Gemmenich (B) – Moresnet – Kelmis – Hergenrath – Astenet – Walhorn – Kettenis – Eupen (kein AVV-Tarif) |
| 722   | TEC         | Lichtenbusch Grenze (B) / (Köpfchen Grenze (D) – Hauset (B)) – Eynatten (B) – (Roetgen (D) –) Raeren (B) – Kettenis – Eupen (AVV-Tarif gilt nur in deutschen Streckenabschnitten)                                                                  |

## Persönlichkeiten
- Carl Bernhard Wilhelm Scheibler (1827–1899), Chemiker
- Arnold Schunck (1842–1905), Kaufmann, Gründer des Heerlener Handelsunternehmens Schunck
- Viktor Gielen (1910–1998), römisch-katholischer Geistlicher und Heimatforscher
- Stephanie Binding (* 1978), Bildhauerin und Malerin, lebt und arbeitet in Kettenis